# Бухта Анны
Бухта Анны — бухта на востоке залива Стрелок в восточной части залива Петра Великого Японского моря. Включена в памятник природы регионального значения.

## История
Бухта Анны была открыта командой русского клипера «Стрелок» в 1858 году. Название присвоено в 1880 году в память о шхуне «Анна».
В 1928 году на побережье бухты основан рыболовецкий посёлок Анна.

## География
Вход в бухту расположен между мысами Гамбецкого и Гембачёва. Длина 1,7 км, ширина 0,9 км. Бухта имеет полузакрытую акваторию и хорошо защищена от высоких волн. Состоит из нескольких малых бухт; на востоке бухты Анны расположено одноимённое село.
На северном берегу — детский спортивный лагерь, летом устанавливаются палаточные лагеря отдыха. Берега бухты разнообразны — представлены как песчаными и галечными пляжами, так и отвесными скалами. Местный ландшафт представлен сопками, поросшими дубом и кустарниковой растительностью. Бухта отнесена к памятникам природы Приморского края. У мыса Трамбецкого на входе в бухту расположен остров Трамбецкого высотой 16,5 м, на котором установлен маяк. У восточного берега бухты лежат два затонувших судна, поднимающиеся над водой. Судоходство в бухте запрещено. Зимой акватория бухты замерзает.
До села Анна курсирует автобусный маршрут из Находки, к северному и западному берегам бухты ведёт лесная дорога.